# Isabella Hermann
Isabella Hermann (* 1984 in München) ist eine deutsche Politikwissenschaftlerin und Sachbuchautorin mit dem Schwerpunkt Science-Fiction.

## Biografie
Isabella Hermann studierte Politikwissenschaft mit den Nebenfächern Volkswirtschaftslehre und Kommunikationswissenschaft an der Ludwig-Maximilians-Universität München und promovierte im Fachbereich Internationale Beziehungen an der Goethe-Universität Frankfurt am Main zum Thema der US-venezolanischen Beziehungen. Im Anschluss arbeitete sie u. a. als Referentin der Konrad-Adenauer-Stiftung in Berlin und als wissenschaftliche Koordinatorin der Interdisziplinären Arbeitsgruppe „Verantwortung: Maschinelles Lernen und Künstliche Intelligenz“ der Berlin-Brandenburgischen Akademie der Wissenschaften.
Seit 2022 ist sie Mitglied im Vorstand der Stiftung Zukunft Berlin.

## Wirken
Bereits während des Studiums forschte und veröffentlichte Isabella Hermann aus politikwissenschaftlicher Sicht zum Genre der Science-Fiction. 2017 trat sie bei Campus Talks mit dem Thema Was uns Science-Fiction über Politik verrät auf. Seitdem veröffentlicht sie regelmäßig Artikel und Kommentare in Fachzeitschriften und Lehrbüchern zu verschiedenen Science-Fiction-Themen und nutzt Science-Fiction als Methode und Denkfigur in Workshop-Formaten und Vorträgen. Zahlreiche Medien (Die Zeit, Der Spiegel, Radio Bremen) beziehen sich bei Science-Fiction-Themen regelmäßig auf ihre Arbeit.
Seit 2023 ist sie Künstlerische Leiterin des Berlin Sci-Fi Filmfests. Im gleichen Jahr startete sie den SWR-Podcast Das war morgen, in dem sie bis April 2025 anhand von 99 Science-Fiction-Hörspielen die Aktualität vergangener Zukunftsvisionen analysierte und diskutierte. Die Co-Moderation hatte bis Oktober 2023 Andreas Brandhorst inne, ab November 2023 übernahm sie Aiki Mira.
2023 erschien Hermanns Buch Science-Fiction zur Einführung im Junius Verlag, in dem sie das Genre der Science-Fiction als Kontinuum zwischen tatsächlicher Möglichkeit einerseits und metaphorischer Deutung andererseits beschrieb. Im April 2025 veröffentlichte sie die Monografie Zukunft ohne Angst. Wie Anti-Dystopien neue Perspektiven eröffnen im Oekom-Verlag.
Ein Schwerpunkt von Hermanns Arbeit liegt im Bereich der Zukunftsforschung. Sie befasst sich mit Futures Literacy, der Fähigkeit, sich unterschiedliche Zukünfte vorzustellen und dieses Wissen aktiv zur Entscheidungsfindung in der Gegenwart zu nutzen. Dabei geht es Hermann vor allem um anti-dystopische Narrative, die Menschen dabei helfen sollen, trotz düsterer Zukunftsaussichten die Handlungsfähigkeit nicht zu verlieren und selbst aktiv zu werden. So sprach sie im Mai 2025 auf der re:publica zum Thema Die Anti-Dystopie als Widerstand gegen negative Zukünfte.

## Publikationen (Auswahl)
Monografien
- The Relevance of Respect in International Relations. How Status Disagreement and Disrespect Made the Deterioration of US-Venezuelan-Relations Possible. Goethe-Universität, Frankfurt am Main 2014, OCLC 921175689. (Dissertation)
- Science-Fiction zur Einführung. Junius Verlag, Hamburg 2023, ISBN 978-3-96060-321-4.
- Science Fiction und Politik im 21. Jahrhundert. Landeszentrale für politische Bildung Thüringen, Erfurt 2025, ISBN 978-3-910740-44-0.
- Zukunft ohne Angst. Wie Anti-Dystopien neue Perspektiven eröffnen. Oekom, München 2025, ISBN 978-3-9872615-1-0.

Monografische Studien
- Offizielle Stellungnahmen und internationales Medienecho zum Tod des venezolanischen Präsidenten Hugo Chávez (= Ibero-Analysen. Nr. 26). Ibero-Amerikanisches Institut, Berlin 2013, ISBN 978-3-935656-52-8 (archive.org [PDF; 553 kB]).
- mit Georgios Kolliarakis: Towards European Anticipatory Governance for Artificial Intelligence (= DGAP Report. Nr. 9). Deutsche Gesellschaft für Auswärtige Politik, Berlin April 2020 (dgap.org [PDF; 7,5 MB]).
- Wozu Science-Fiction? Drei Thesen zum „Genre der Zukunft“. JBZ-Verlag, Salzburg 2025, ISBN 978-3-902876-69-0.

Beiträge in Zeitschriften und Lehrbüchern
- Beware of fictional AI narratives. In: Nature Machine Intelligence. Band 2, Artikelnummer 654, 2020, ISSN 2522-5839, doi:10.1038/s42256-020-00256-0.
- mit Theresia Heimerl, Judith Vogt et al.: Fantastikforschung als Hoffnungsforschung. In: Zeitschrift für Fantastikforschung. Band 9, Nr. 1, 2021, ISSN 2753-8494, S. 1–43, doi:10.16995/zff.7941.
- Artificial intelligence in fiction: between narratives and metaphors. In: AI & Society. Band 38, 2023, ISSN 1435-5655, S. 319–329, doi:10.1007/s00146-021-01299-6.
- (Noch) kein Weltuntergang – Warum Science-Fiction-Narrative von den realen Herausforderungen und Chancen von KI ablenken. In: Neue Gesellschaft/Frankfurter Hefte. Nr. 1/2 2024: Smarte neue Welt, ISSN 0177-6738 (online).
- mit Avo Schönbohm: Dancing with Biopunks: Innovation in the Life Science Industry and Science Fiction. In: Hans Henning Horsten, Philipp Plugmann, Avo Schönbohm (Hrsg.): Innovation in Life Sciences. The Digital Revolution. Springer Nature, Cham 2024, DOI:10.1007/978-3-031-47768-3_1, ISBN 978-3-031-47767-6, S. 3–14.
- Politische Bildung als Zukünftebildung – mit Science Fiction! In: Tor Online. 13. November 2024 (online).

## Podcasts
- mit Aiki Mira: Das war Morgen, SWR Kultur.
- Oliver Kalkofe, Oliver Welke: Mit Warp-Antrieb von Peine nach Gütersloh (feat. Isabella Hermann). In: Kalk & Welk, ARD. Folge 25 vom 10. April 2024 (als Gast)
- Thomas Ramge: Isabella Hermann. In: Sprin-D. Der Podcast der Bundesagentur für Sprunginnovationen. Folge 88 vom 21. Oktober 2024 (als Gast)
- Jonas Drechsel, Johannes Kleske: Antidystopien – Zukunft ohne Angst mit Isabella Hermann. In: Kritische Zukunftsforschung. Folge #3–3 vom 2. April 2025 (als Gast)

## Auszeichnungen
- Communicator Award 2024 in der Kategorie „Journalisten und Verlage“[11]